# بونگاکی
بونگاکی (به لهستانی:  Buniaki) یک روستا در لهستان است که در گمینا اوک واقع شده‌است.